# Disporopsis

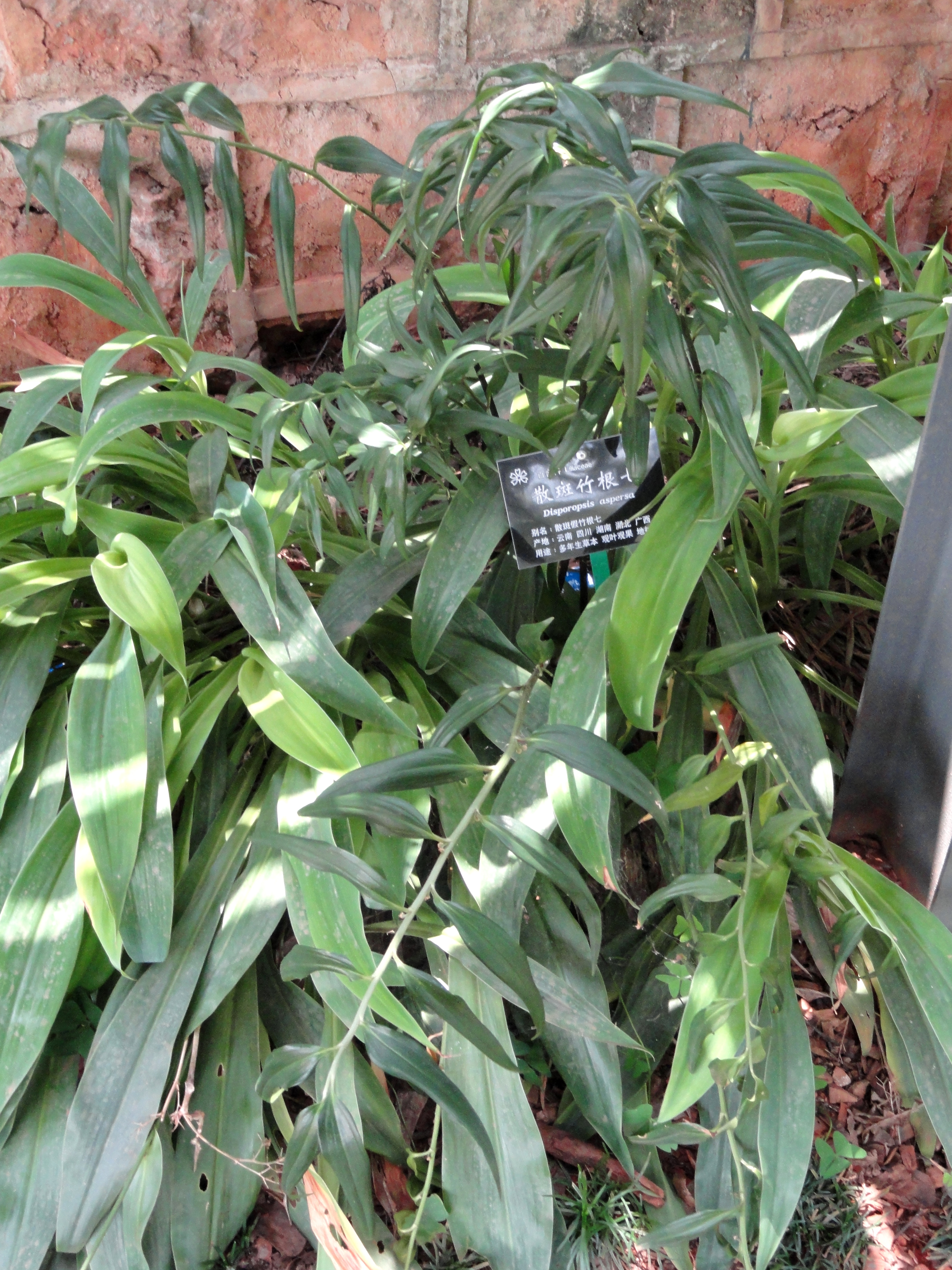
Disporopsis aspersa

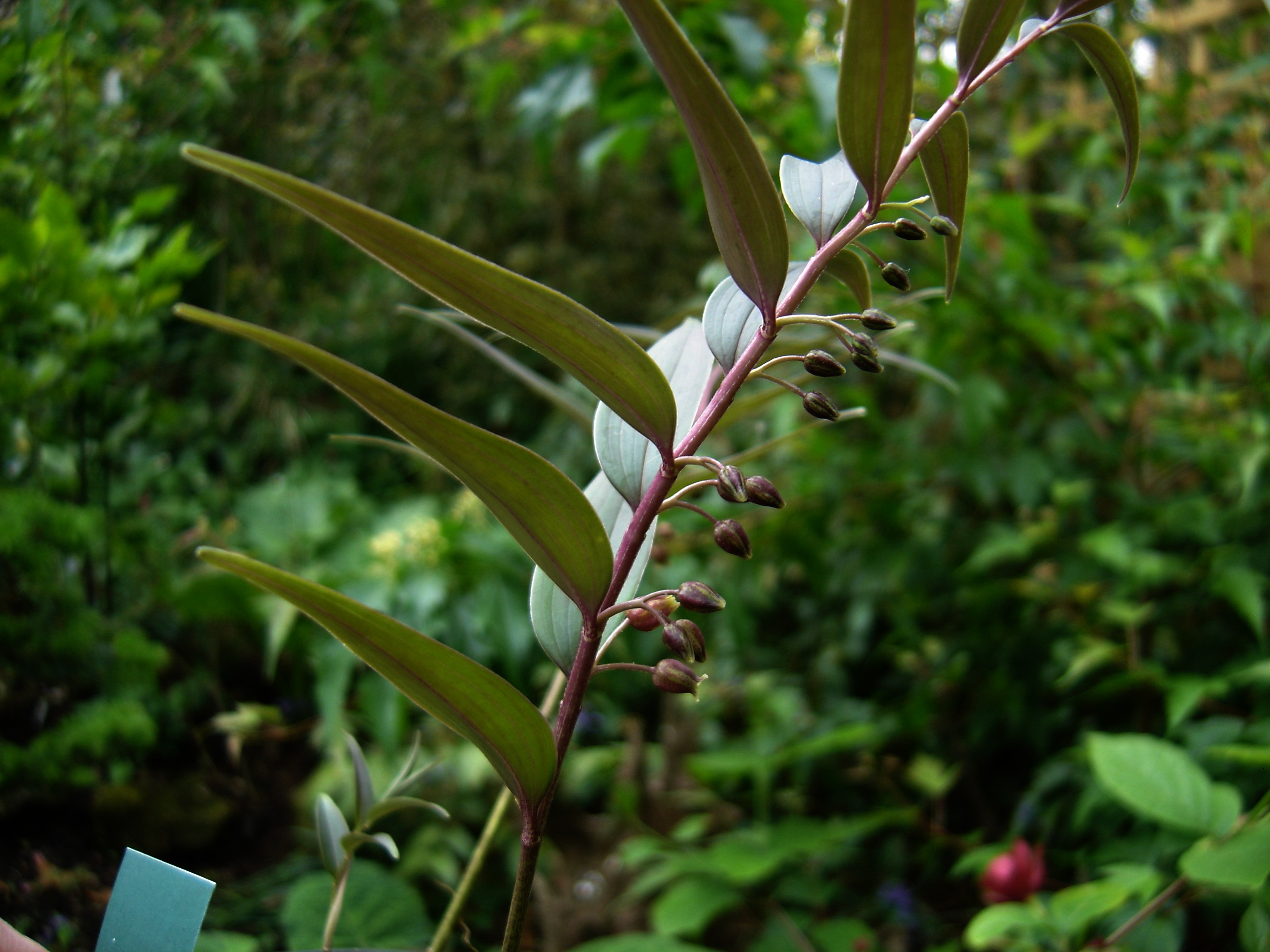
Disporopsis longifolia

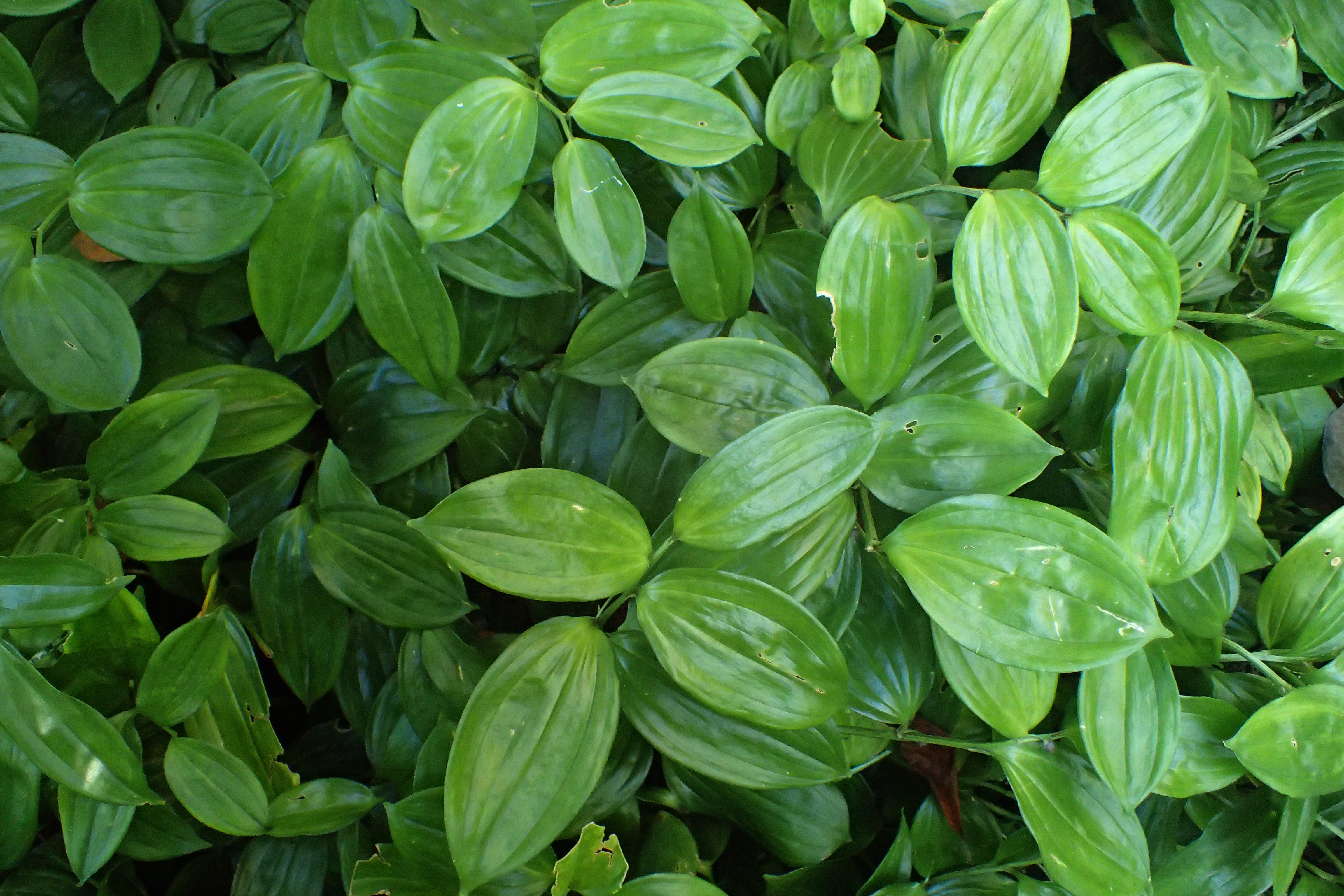
Disporopsis pernyi

Disporopsis Hance – rodzaj roślin z rodziny szparagowatych (Asparagaceae). Należy do niego 10 gatunków, występujących w Azji, na obszarze od południowych Chin przez Tajwan, Laos, Mjanmę, Tajlandię i Wietnam do północnych Filipin. Rośliny z tego rodzaju są wykorzystywane jako rośliny lecznicze oraz rośliny ozdobne.
Nazwa naukowa rodzaju oznacza „podobny do Disporum”.

## Morfologia
PokrójWieloletnie rośliny zielne o wysokości 6–100 cm.
PędyPoziomo pełzające, sympodialne kłącze, cylindryczne lub paciorkowate (D. fuscopicta), mięsiste. Łodyga zwykle łukowato wygięta, rzadko wzniesiona, prosta, naga.
LiścieŁodygowe, boczne i nibywierzchołkowe, zwykle naprzemianległe, rzadko niemal naprzeciwległe, krótkoogonkowe, nagie, całobrzegie lub pofalowane (D. undulata), jajowato-lancetowate.
KwiatyWyrastające z kątów liści, pojedynczo lub zebrane po kilka w pęczki. Szypułki członowane wierzchołkowo, ułożone prostopadle, rzadziej wzniesione lub zwisłe. Kwiaty obupłciowe, sześciokrotne. Okwiat dzwonkowaty, długości 0,8–2,2 cm, o listkach mięsistych, zachodzących na siebie, proksymalnie zrośniętych i tworzących rurkę do połowy swojej długości, białych lub żółtawych, rzadko brązowo kropkowanych wewnątrz. U gardzieli rurki okwiatu osadzony jest przykoronek, który składa się z sześciu mięsistych lub błoniastych łatek, położonych naprzemianlegle lub naprzeciwlegle listkom okwiatu (niektórzy autorzy uważają, że tworzą go rozszerzone nitki pręcików). Łatki przykoronka często są wierzchołkowo rozszczepione, niekiedy wycięte, rzadko całobrzegie. Pręciki osadzone są na łatkach przykoronka lub jego wierzchołku. Pylniki osadzone grzbietowo, skierowane do wewnątrz. Zalążnia górna, trójkomorowa, z 4–6 zalążkami w każdej komorze. Szyjka słupka krótka, zwieńczona znamieniem główkowatym do nieco trójklapowanego.
OwoceBiałe (D. longifolia) lub fioletowe jagody. Nasiona bladobrązowe.
Gatunki podobneRośliny przypominają z wyglądu kokoryczkę i Heteropolygonatum, od których różnią się obecnością przykoronka w kwiatach.

## Biologia i ekologia
GenetykaPodstawowa liczba chromosomów x wynosi 20.
SiedliskoWilgotne lasy strefy subtropikalnej oraz umiarkowanej.
Interakcje międzygatunkoweNa Disporopsis pasożytuje rdza z gatunku Puccinia dispori. Rośliny te stanowią istotny składnik diety bażantów królewskich.

## Systematyka
Pozycja systematycznaRodzaj z plemienia Polygonateae w podrodzinie Nolinoideae w rodzinie szparagowatych Asparagaceae.
Historycznie zaliczany do plemienia Streptopeae w rodzinie Uvalariaceae (system Takhtajana z 1997 roku) lub plemienia Polygonateae w rodzinie konwaliowatych Convallariaceae (system Kubitzkiego z 1998).
Wykaz gatunków
- Disporopsis aspersa (Hua) Engl. ex Diels
- Disporopsis bakerorum Floden
- Disporopsis bodinieri (H.Lév.) Floden
- Disporopsis fuscopicta Hance
- Disporopsis jinfushanensis Z.Y.Liu
- Disporopsis longifolia Craib
- Disporopsis luzoniensis (Merr.) J.M.H.Shaw
- Disporopsis pernyi (Hua) Diels
- Disporopsis undulata Tamura & Ogisu
- Disporopsis yui Floden

## Znaczenie użytkowe
Rośliny leczniczeKłącze Disporopsis pernyi wykorzystywane jest w Chinach do leczenia reumatyzmu, kaszlu, anginy i zapalenia spojówek. Surowiec leczniczy zawiera saponiny sterydowe (disporozydy), w tym spirostanole i furostanole, a także polifenole (rutyna, luteolina, kwercetyna i kwas betulinowy) o właściwościach przeciwbakteryjnych i przeciwutleniających.
W Chinach wykorzystywane leczniczo jest również kłącze D. fuscopicta i D. jinfushanensis. Stosowane jest w suchym kaszlu, nawilżająco na gardło, w zmęczeniu poporodowym, a zewnętrznie w opuchliznach i złamaniach.
Wywar z kłącza D. aspersa jest stosowany w Wietnamie w osłabieniu, gorączce, potach nocnych, nasieniotoku, suchym kaszlu, wielomoczu oraz w leczeniu raka. Surowiec zawiera izoflawanony disporopsynę, tyraminę i adeninę, furfural, β-sitosterol i glukopiranozyd β-sitosterolu. Stwierdzono, że cztery związki czynne zawarte w kłączu tej rośliny są cytotoksyczne w stosunku do ludzkich linii komórkowych raka (takich jak rak jelita grubego, rak pęcherza moczowego, rak sutka, rak płuca i przewlekła białaczka szpikowa).
W Laosie kłącze D. longifolia stosowane są wzmacniająco.
Rośliny spożywczeKłącza Disporopsis aspersa są gotowane w środkowych Chinach z wieprzowiną. Kłącza D. pernyi gotowane z kurczakiem są podawane w Kuejczou matkom w połogu.
Rośliny ozdobneDisporopsis pernyi o wysokości 20–40 cm i białych kwiatach, a także D. aspersa o kwiatach zielonkawożółtych i D. fuscopicta o kwiatach biało-fioletowych są uprawiane jako rośliny ozdobne w ogrodach zacienionych, leśnych. Dobrze rosną w miejscach zacienionych i wilgotnych, w glebie o pH od 5,5 do 6,5. W Polsce niektóre gatunki mogą być uprawiane w gruncie (strefy mrozoodporności D. aspersa: 6, D. fuscopicta: 7, D. pernyi: 5).